# Ben Brown (Autor)
Ben Brown (* 1962) ist ein neuseeländischer Schriftsteller, Dichter, Performer und Herausgeber.

## Leben
Ben Brown (Ngati Mahuta, Ngati Koroki, Ngati Paoa) wurde 1962 in Motueka, Neuseeland, geboren. Er arbeitete als Farmarbeiter auf einer Tabakplantage, als Gemüsegärtner und Traktorfahrer und veröffentlicht seine Texte, die häufig das Leben des ländlichen Neuseelands darstellen, seit 1992. Er lebt in Lyttelton, hat aber auch familiäre und freundschaftliche Verbindungen auf die neuseeländische Nordinsel, vor allem in der Waikato-Region.

## Als Autor und Performer
Brown ist Autor einer Reihe von Kinderbüchern, Sachbüchern und Kurzgeschichten für Kinder und Erwachsene, von denen viele Bezüge zur neuseeländischen Natur und zu neuseeländischen Kulturlandschaften haben.
Viele von Browns Kinderbücher wurden von der in Lyttelton lebenden Autorin und Illustratorin Helen Taylor illustriert. Die Te Reo (Māori Sprache) Ausgabe von „Fifty-Five Feathers“ – „Nga Raukura Rima Tekau Ma Rima“ (2004) – war für die LIANZA Book Awards 2005 in der engeren Auswahl, die englischsprachige Ausgabe wurde für den Russell Clark Award 2005 nominiert. „A Booming in the Night“ wurde 2006 bei den New Zealand Post Children’s Book Awards als bestes Bilderbuch ausgezeichnet.
Im Bericht der Jury des New Zealand Post Wettbewerbs wurde „A Booming in the Night“ als „ein fesselndes, raffiniertes und täuschend einfaches Werk” beschrieben, “ein bildgewaltiges Buch mit einer lehrreichen Botschaft, dem es zudem gelingt, die kesse Persönlichkeit einer unserer gefährdeten Vogelarten einzufangen“. Das Buch wurde 2006 auch in die Liste „Storylines Notable Picture Book“ aufgenommen.
Denis Welch, der die Autobiografie „A Fish in the Swim of the World“ in The New Zealand Listener rezensierte, fand, dass sie „die meisten Autobiografien übertrifft und uns ein lebendiges Bild der hart arbeitenden Landbevölkerung und eine wunderbare Porträtgalerie von Landbewohnern und deren Familienverbindungen vermittelt.“ Das Buch wurde von Radio NZ National als Hörtext aufgenommen und landesweit ausgestrahlt.
Brown selbst sagte über sein Memoiren Projekt „'A Fish in the Swim of the World' geht davon aus, dass gewöhnliche Menschen wertvolle und interessante Geschichten zu erzählen haben. Es gibt eine Vorstellung davon, dass ein Leben, […] eine Bedeutung und einen Sinn hat, auch wenn es die Welt nicht verändern oder ihre Gewässer nicht einmal kräuseln darf.“
Brown wurde 2011 mit der Maori Writers’ Residency im Michael King Writers’ Centre ausgezeichnet.
Im Jahr 2020 hielt Brown einen Vortrag mit dem Titel „If Nobody Listens Then No One Will Know“ für die jährliche Read NZ Te Pou Muramura Panui und gab “How the F* Did I Get Here” heraus, eine Gedichtsammlung, die von jungen Menschen in einer Strafvollzugsanstalt für Jugendliche der Oranga Tamariki geschrieben wurde, einer Einrichtung, an der er einen Schreibworkshop leitet.
Im Jahr 2021 wurde Ben Brown zum ersten neuseeländischen Lesebotschafter von Te Awhi Rito für Kinder und Jugendliche ernannt, eine Rolle, die sich für die Bedeutung des Lesens im Leben junger Neuseeländer, ihrer Whānau (Großfamilien) und Gemeinden einsetzt.
2024 gab Brown eine Performance mit Story-Telling und Lesung für die Waikato Writers Gruppe im Rahmen des Hamilton Book Month. In diesem Jahr war er auch Writer in Residence an der Universität in Hamilton. Seine fesselnden Geschichtenerzählungen und Performances stehen in der alten Māori-Tradition der Redekunst, des Korero. Eine Schlüsselrolle in seinen Texten und seinem Erzählen nimmt der Begriff des Mana (Prestige, Lebensenergie) ein, der für Brown eng mit Geschichten, Geschichten-Erzählen und Identitätsbildung zusammenhängt.

## Veröffentlichungen (Auswahl)
How the F*** did I get here? (The Cuba Press, 2020)
The Apple (Penguin 2008), mit Illustrationen von Tracy Duncan
The Sparrow and the Feather (Puffin, 2009), mit Illustrationen von Helen Taylor
Tuna Moemoea (Reed, 2005); Eel Dreaming (Reed, 2005); The Rainmakers (Reed, 2007)
A booming in the night (Puffin, 2005), mit Illustrationen von Helen Taylor
A Fish in the Swim of the World (Penguin, 2006)
Pukeko counts to Ten Wall Frieze (Reed, 2005)
Natural New Zealand ABC (Reed, 2004)
Thief of Colours (Reed, 2003)
Te Tahae o nga Tae (Reed, 2002)
Brian Bear The Bouncing Ball (Shadowcatchers, 1996)
Who is Brian Bear (Shadowcatchers, 1996)
The Penguin who Wanted to Fly (Shadowcatchers, 1993)
The Cat with no Tail (Shadowcatchers, 1992)